# Taketo Shiokawa
Taketo Shiokawa (塩川 岳人 Shiokawa Taketo?, nacido el 17 de diciembre de 1977 en Shizuoka) es un exfutbolista japonés. Jugaba de centrocampista y su último club fue el Tokushima Vortis de Japón.

## Trayectoria

### Clubes
| Club                | País  | Año         |
| ------------------- | ----- | ----------- |
| Montedio Yamagata   | Japón | 1996 - 1998 |
| Oita Trinita        | Japón | 1999        |
| Kawasaki Frontale   | Japón | 2000 - 2004 |
| Yokohama F. Marinos | Japón | 2005 - 2007 |
| Tokushima Vortis    | Japón | 2007 - 2008 |